# Apamea del Tigris
Apamea del Tigris (en grec antic Απάμεια) era una ciutat de Mesopotàmia, que Esteve de Bizanci diu que es trobava al territori de Mesene, i tant ell com Plini el Vell situen a la riba del Tigris vora la seva confluència amb l'Eufrates, al punt d'unió amb el riu o canal de nom Sellas, de situació incerta.
Plini diu també que a la vora d'Apamea, situada a la mateixa banda del riu que Selèucia el Tigris es dividia en dos canals, un cap al sud, que travessava Selèucia, i l'altre girava cap al nord, travessava Mesene, i dividia unes planes que anomena Cauchae. Després els dos canals es tornaven a unir i el riu prenia llavors el nom de Pasitigris.
No es coneix la situació de la ciutat i la seva localització ha provocat nombroses discussions. Plini parla d'una Apamea, segurament una altra, que situa a la satrapia de Sittacene i que segurament seria Apamea de l'Eufrates. La coincidència dels noms a ajudat a la confusió.